# Gillis Congnet

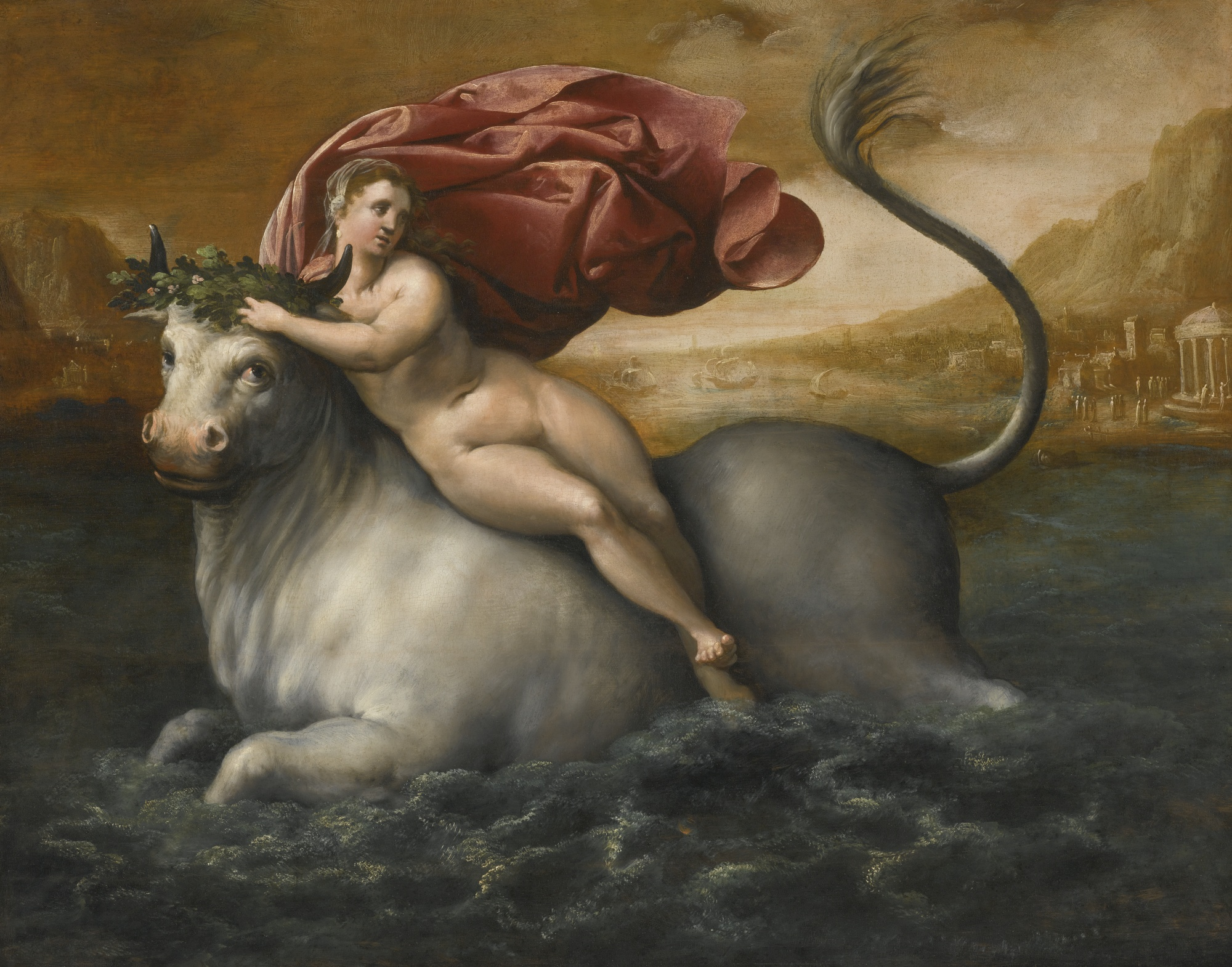
El rapto de Europa.

Gillis Congnet, también llamado Gillis met de Vleck, Aegidius Quinetus, Coignet, Quinet o Quinget (Amberes,  1542 - Hamburgo, 27 de octubre de 1599), fue un pintor flamenco de época manierista, fuertemente influenciado por el estilo italiano. Pintó temas históricos y mitológicos del tamaño de un caballete, pero tuvo más éxito en los paisajes, en temas a la luz de las velas, y a la luz de la luna.

## Biografía

Retrato de Pierson La Hues.

Era hijo de Gillis Congnet o Coignet, un fabricante de instrumentos científicos, y Brigitta Anthonis. Tuvo la desgracia de nacer con un gran lunar peludo en la cara, de ahí su apodo 'Gillis met de Vlek' (Gillis con la mancha).
Entró como aprendiz de pintor en el taller de Lambert Wenslyns (hacia 1553) y probablemente después en el establecimiento del mercader de arte Antoon van Palermo (hacia 1559). En 1561 entró en la Guilda de San Lucas de Amberes, y poco después partió para Italia. Estuvo primero en Sicilia y después en Terni, donde pintó frescos junto a un pintor de nombre Stello. Se inscribe en la Academia de Florencia en 1568, aunque hacia 1570 debe volver a Amberes. Hacia 1575 colaboró con el más célebre grabador de su tiempo, Philip Galle, en alguna de sus obras, como Aenevm Saecvlvm y Les quatre ages de l'humanité. En 1585 es nombrado decano de la Guilda de esa ciudad flamenca. Pocos años más tarde se traslada a Ámsterdam, ciudad holandesa que se había convertido en la capital de los Países Bajos del norte en la revolución contra Felipe II, y obtiene allí la ciudadanía en 1589. Algunos años después pasa a Hamburgo, donde muere.

## Obra
El corpus de sus obras autentificadas es particularmente reducido, dado que se sabe que él mismo hacía pasar por suyas obras de sus discípulos a las que sólo había dado algunas pinceladas. Su mejor discípulo fue Cornelis van Haarlem (1562-1638). Su viaje a Italia le influenció grandemente, adoptando el estilo vigoroso de Tiziano (véase el Retrato de Pierson la Hues, 1581 -Museo de Bellas Artes de Amberes-).

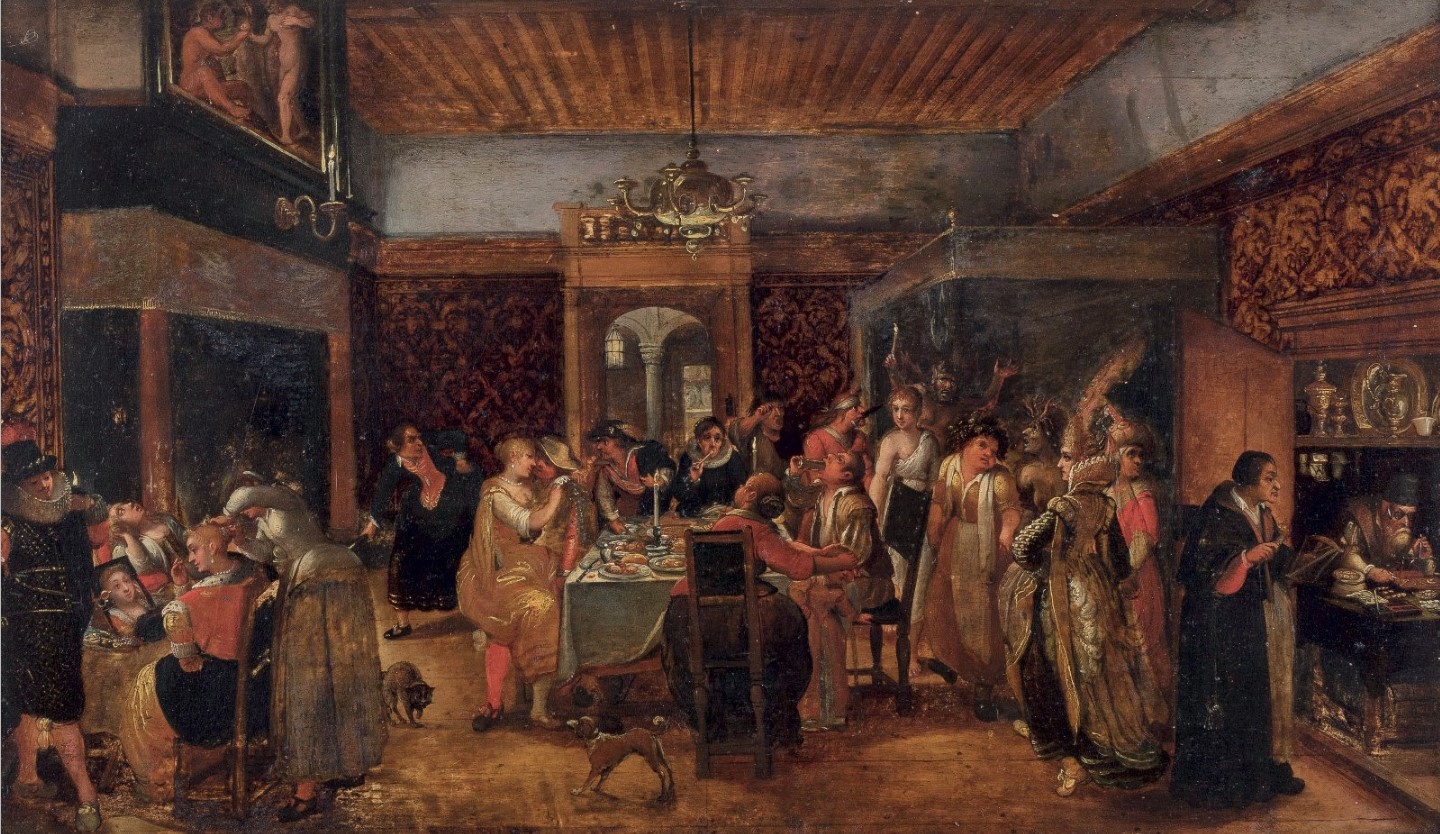
Los siete pecados capitales

Karel van Mander le atribuye un excepcional talento, y apreciaba particularmente sus escenas nocturnas, que ambientaba con ligeros toques de oro (véanse Una Lotería en Ámsterdam, 1592 Rijksmuseum de Ámsterdam; y San Jorge, 1581, Museo Real de Bellas Artes de Amberes).
Tuvo colaboradores de talento, como Cornelis Molenaer (1540-1589) y Tobias Verhaecht (1561-1631, que fue a su vez el primer maestro de Peter Paul Rubens), que pintaban los fondos de sus paisajes. 

## Obras selectadas
Entre los museos que contienen obras suyas está el Museo del Louvre, el Rijksmuseum de Ámsterdam, el Museo Real de Bellas Artes de Amberes y los Museos Vaticanos. La Concatedral de Santa María de la Redonda (Logroño) conserva un grupo de tablas de su autoría.
- Retrato de Pierson La Hues
- La tentación en el jardín del Edén
- Cristo entre pájaros y abejas
- Judith mostrando la cabeza de Holofernes a los habitantes de Betulia
- María Magdelena
- Calixto
- Alegoría de la vanidad
- San Pedro
- San Juan en Patmos (coautoría de Tobias Verhaecht)